# コルネーリア・フンケ
コルネーリア・フンケ（Cornelia Funke、女性、1958年12月10日-）は、ドイツの児童文学・ファンタジー小説作家。『どろぼうの神様』『魔法の声』で知られ、著作は37か国語に翻訳されている。

## 経歴
1958年にドイツのノルトライン・ヴェストファーレン州の町、ドルステンで生まれる。ハンブルクで教育学を専攻した後、児童文学のイラストレーターとして活動。その後自らも児童文学の執筆に入り、その傍ら自らの著作のイラストも手がける。その他にもドイツの子供向けTV番組「Siebenstein」の脚本も手がけている。
ドイツ国内で初めて評価されたのは『竜の騎士（原題：Drachenreiter、1997年）』で、20万部を超える売上を記録し、チューリヒ児童文学賞を得る。初めて国際的な評価を得たのは2002年に『どろぼうの神様(原題:Herr der Diebe、2000年)』の英語版が出版された時である。この本がアメリカベストセラーのリストに数カ月にわたって現れた後、2005年にタイムズ誌から「世界で最も影響力のあるドイツ人女性」として評価されている。

## 作品
以下、和訳された作品のリストである。（括弧内は原題、日本での出版年）
- どろぼうの神様（Herr der Diebe、2002）
- 竜の騎士（Drachenreiter、2003）
- 魔法の声（Tintenherz、2003）　-インクハート/魔法の声として映画化されている。
- ゴーストハンター　氷の足あと（Gespensterjäger auf eisiger Spur、2004）
- ゴーストハンター　炎の妖怪ホテル（Gespensterjäger im Feuerspuk、2005）
- 魔法の文字（Tintenblut、2006）
- サンタが空から落ちてきた（Als der Weihnachtsmann vom Himmel fiel、2007）
- ポティラ-妖精と時間泥棒（Potilla、2007）
- 魔法の言葉（Tintentod、2013）